# Alex continuaria
Alex continuaria es una especie de polilla de la familia Geometridae, descrita por primera vez por Francis Walker en 1866 con distribución en las Indonesia. La especie ha sido descrita en las islas de Morotai, Ceram Nueva Guinea Occidental, Misoöl. Es una polilla ocre a marrón amarillento.